# Syndrome de Swyer
 (février 2014).
Si vous disposez d'ouvrages ou d'articles de référence ou si vous connaissez des sites web de qualité traitant du thème abordé ici, merci de compléter l'article en donnant les références utiles à sa vérifiabilité et en les liant à la section « Notes et références ».
 Mise en garde médicale
Le syndrome de Swyer est une forme d'intersexuation liée à l'hypogonadisme où un individu qui présente des organes génitaux externes féminins possède un caryotype avec des chromosomes sexuels de type XY mais où le gène SRY est dysfonctionnel.
Bien que leur caryotype corresponde à celui d’un homme (46,XY), ces personnes ont un aspect féminin avec des organes génitaux externes normaux. Un examen plus exhaustif révèle qu’elles n’ont pas développé de façon complète tous les caractères sexuels secondaires et, n'ayant pas de gonades fonctionnels, ne produisent pas de gamètes.

## Description

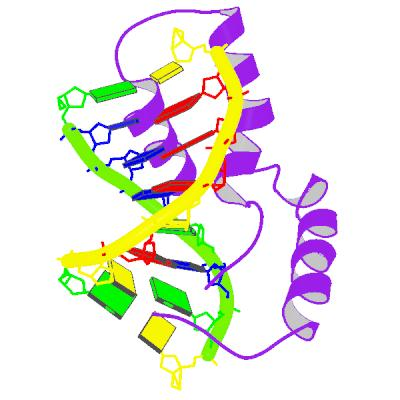
Protéine SRY.

Le chromosome Y est présent mais incomplet. Un de ses gènes, SRY, est responsable de la différenciation de l'embryon en individu mâle à la sixième semaine, notamment par le développement testiculaire (gonades mâles). Néanmoins, dans ce syndrome, une mutation génétique contrevient à l’expression de SRY. N'ayant pas non plus le caryoptype d'une femme, les gonades de ces individus sont alors dysgénétiques.
Les gonades ne synthétisent pas de testostérone. En conséquence, outre l’absence de phénotype masculin primaire, la personne ne développe pas non plus de phénotype masculin secondaire à l’âge de la puberté.
Une opération chirurgicale est recommandée pour éviter une dégénérescence des gonades.
Le syndrome de Swyer est une intersexuation, mais la plupart des patient(e)s continue de s'identifier au féminin .  Par ailleurs, bien qu’infertiles, une assistance médicale avec don d'ovocyte a permis à certain(e)s patient(e)s de mener des grossesses à terme.

## Diagnostic
L’enfant nait avec un phénotype féminin qui semble normal. Le syndrome est donc le plus souvent découvert au cours de l'adolescence en raison de l'absence de puberté.